# فيمي (صقلية)
فيمي أو ايفيميوس (بالإنجليزية: Euphemios)‏ هو قائد بحري بيزنطي قبل أن يكون قائد الثورة ضد البيزنطيين ويستفرد بصقلية، ثم طرد منها فالتجأ إلى الأغالبة بتونس طلبا للعون، فما كان منهم إلا أن جهزوا جيشا لغزو صقلية بقيادة أسد بن الفرات.

## البداية
قد يكون من مواليد ميسينا بصقلية، وعرف عنه البسالة الجرأة، لاسيما بالحروب البحرية وغزوه لسواحل أفريقية ونهبها مما رفعته إلى منصب قائد بحري (طرنجار) لدى الدولة البيزنطية. غير أن ماأقدم عليه من اغتصاب لراهبة واجبارها بالزواج منه، والتجاء إخوتها إلى الإمبراطور ميخائيل. فطلب الإمبراطور من حاكم صقلية (قيل اسمه قسطنطين وقيل فوتينوس) أن يحقق بالأمر مع فيمي ويعذبه إن ثبت الأمر عليه، وكان ذلك عام 210 هـ/ 826 م.

## الثورة
وصل الخبر إلى فيمي، وكان قد قدم بالتو من غارة على طرابلس، وأصاب فيها غنائم كثيرة. فأعلم أصحابه، فغضبوا له، وأعانوه على المخالفة، فسار في مراكبه إلى صقلية، واستولى على مدينة سرقوسة، وأعلن رجال الإسطول ولائهم له، كما أنحاز إليه عدد من القواد الحربيين. فسار إليه قسطنطين فالتقوا واقتتلوا فانهزم قسطنطين بسبب تفوق فيمي وحلفائه من الناحية العسكرية، ففر إلى مدينة قطانية، فسير إليه فيمي جيشًا فهرب منهم، لكنه قتل بعد ذلك. مما حدا بأن أعلن نفسه امبراطورا على الجزيرة من سراقوسة، وصار يعين أنصاره ولاة على أقاليم صقلية ومدنها. غير أن أحد ولاته واسمه بالطة خرج عن طاعته وانحاز إليه ابن عمه حاكم بلرمو واسمه ميخائيل وأعلنا تأييدهما لبيزنطة. وجمعا عسكرًا كثيرًا فقاتلا فيمي وهزماه، فاستولى بالطة على مدينة سرقوسة. فهرب فيمي إلى أفريقية طلبا للمساعدة.

## حملة الأغالبة
قدم فيمي إلى أفريقية وتفاوض مع الأمير زيادة الله الأغلبي، طالبا مساعدته بجيش لتثبيت حكمه بصقلية مقابل جزية يدفعها للأغالبة. فوافق زيادة الله فسير معه حملة بحرية ضخمة عدتها مئة سفينة، في ربيع الأول سنة 212هـ / 827م بقيادة أسد بن الفرات، فوصلوا إلى مدينة مازارة من صقلية، فساروا إلى بلاطة الذي قاتل فيمي، فلقيهم جمع الروم، فانهزمت الروم، وغنم المسلمون أموالهم ودوابهم، وهرب بلاطة إلى كالابريا، فقُتل بها.
أما فيمي فقد قتله أهل مدينة قصريانة من انصار الإمبراطور، بعد أن أمن لهم، واتفق معهم على أن يعترفوا به امبراطورا. وأجابوه إلى أن يملكوه عليهم، فخدعوه، ثم قتلوه.